# ستويكوفتسي
ستويكوفتسي (بالبلغارية: Стойковци)‏ قرية تقع إدارياً ضمن مقاطعة غابروفو في بلغاريا. ويبلغ عدد سكانها 15 نسمة حسب تعداد 15 مارس 2015. تعتمد ستويكوفتسي للبريد على الرمز البريدي 5301.